# Hydroporus nigrita
Hydroporus nigrita é uma espécie de insetos coleópteros pertencente à família Dytiscidae.
A autoridade científica da espécie é Fabricius, tendo sido descrita no ano de 1792.
Trata-se de uma espécie presente no território português.